# Stomatite aftosa major
La stomatite aftosa major (SAM), anche nota come periadenite necrotica ricorrente della mucosa, o malattia di Sutton, è caratterizzata dall'eruzione ricorrente di ulcere infiammate dolorose nella bocca. Possono esserci più ulcere di varie dimensioni, generalmente più ampie e profonde di quelle che caratterizzano la più comune stomatite aftosa minore. Queste ulcere in bocca sono comunemente chiamate afte. La SAM è stata a lungo considerata come una malattia distinta, mentre oggi prevale l'idea che sia un sottotipo delle stomatiti aftose ricorrenti, ben distinto per morfologia, localizzazione e tempo di guarigione delle ulcere.
La causa esatta di questa malattia non è completamente compresa, sebbene possa essere dovuta a una risposta immunitaria anormale ai batteri che normalmente si trovano nella bocca.

## Epidemiologia
I casi di SAM sono 5-10% dei casi totali di stomatite aftosa ricorrente, la cui prevalenza varia dal 5% al 66%, ma nella maggior parte delle popolazioni si stima che il 20% degli individui ne sia, in una certa misura, colpito.
Questo dato rende la stomatite aftosa ricorrente la più comune malattia idiopatica della mucosa orale. L'afta si riscontra in tutto il mondo, ma è più comune nei paesi sviluppati.
La SAM ha un inizio tipico dopo la pubertà e può persistere per il resto della vita di un individuo, sebbene che nella tarda età gli episodi diventino molto meno comuni.
Negli adulti è più frequente associata a malnutrizione o ad un sistema immunitario soppresso (ad esempio, dalla chemioterapia) o compromesso (ad esempio per sindrome da immunodeficienza acquisita).
Mentre negli adulti la SAM si manifesta più nelle femmine che nei maschi, prima della pubertà maschi e femmine sono ugualmente colpiti.

## Eziopatogenesi
La causa esatta della SAM non è nota. Il danno all'epitelio di solito inizia nello strato basale e progredisce attraverso gli strati superficiali, portando infine all'ulcerazione e all'essudato superficiale.
Diversi studi suggeriscono che possa verificarsi a causa di una risposta immunitaria anormale ai batteri che sono normalmente presenti nella bocca o a virus, senza che questi ne siano la causa diretta. Le carenze di ferro, vitamina B12 e acido folico sembrano aumentare la suscettibilità di un individuo a questa malattia. Possono essere coinvolti anche stress e traumi locali.
Non sembra esserci alcuna relazione tra la SAM e le mestruazioni, la gravidanza o la menopausa. Neppure è causata dal virus dell'herpes, che è la causa principale delle afte infettive. Varie ricerche concludono che possa esserci una predisposizione genetica.

## Anatomia patologica
La presenza di eritrociti extravasati, neutrofili extravascolari sottoepiteliali, numerosi macrofagi con fagolisosomi può essere il risultato della fuoriuscita vascolare e della diffusione passiva delle proteine sieriche.

## Clinica

### Segni e sintomi
I sintomi della stomatite aftosa major includono ulcere rosse e dolorose che possono comparire nelle mucose di labbra, guance, lingua, palato e tonsille (occasionalmente anche faringe, laringe).
Le ulcere possono svilupparsi raggruppate o apparire come singole lesioni sparse in tutto il cavo orale o orofaringeo. La presenza nel cavo orofaringeo può essere causa di disfagia. Mentre nella stomatite aftosa minore possono essere presenti fino a 15 piaghe contemporaneamente, gli individui con SAM in genere sperimentano episodi ricorrenti di ulcere alla bocca, di solito con 1-3 piaghe durante ogni attacco. Le ulcere hanno dimensioni maggiori rispetto alle afte minori (> 1 cm) e soprattutto sono più profonde e spesso con bordi a rilievo e irregolari. Le ulcere della SAM durano settimane o mesi e , in genere, quando si risolvono lasciano cicatrici.
Nei casi più gravi, altri sintomi della SAM possono includere una sensazione generale di debolezza (malessere), febbre e ingrossamento dei linfonodi intorno al collo e alla testa (linfoadenopatia).

### Diagnosi
La diagnosi delle afte, inclusa la SAM, si basa solitamente sull'esame clinico e sull'anamnesi. Non sono disponibili procedure di laboratorio per una diagnosi specifica.
In alcuni casi, i test di laboratorio possono essere utilizzati per verificare altri problemi di salute, soprattutto se le afte sono gravi o cronicizzate (che durano più di 14 giorni).
Le ulcere che non guariscono entro 3 o più settimane, dovrebbero essere considerate croniche e quindi dovrebbero essere sottoposte a ulteriori investigazioni (esami sierologici e istologici specifici) per escludere altre patologie come il cancro, le manifestazioni cutanee di patologie sistemiche, le infezioni, le patologie muco-cutanee immuno-mediate.

#### Diagnosi differenziale
I sintomi dei seguenti disturbi possono essere simili a quelli della SAM; i confronti possono essere utili per una diagnosi differenziale:
- Lupus eritematoso cutaneo acuto, lupus eritematoso indotto da farmaci
- Dermatite allergica da contatto
- Tumori della mucosa orale, istiocitosi a cellule di Langerhans, carcinoma squamocellulare
- Pemfigoide delle mucose
- Sifiloma primario, sifilide pediatrica
- Malattia di Behçet[14]
- Malattia mano-piede-bocca
- Herpes simplex
- Disturbi bollosi indotti da farmaci
- Pemfigo indotto da farmaci, IgA, paraneoplastico, pemfigo volgare
- Eritema multiforme
- Dermatite da contatto
- Lichen planus
- Dermatosi IgA lineare
- Artrite reattiva
- Malattie gastrointestinali
- Malattie ematologiche

## Terapia
Mentre il trattamento potrebbe non essere necessario per le stomatiti aftose minori, che tendono a risolversi da sole nel corso di una o due settimane, le ulcere grandi, persistenti o insolitamente dolorose possono richiedere cure mediche. Gli obiettivi del trattamento sono sintomatici: diminuire il dolore, accelerare la guarigione ed evitare le recidive. Sebbene nessuna terapia soddisfi tutti questi obiettivi, molte offrono alcuni vantaggi.
Il trattamento sintomatico della SAM prevede l'applicazione di anestetico topico (ad esempio lidocaina viscosa) direttamente sulle zone colpite, o un accurato risciacquo della bocca con una soluzione anestetica che aiuta a ridurre l'irritazione e il dolore. L'applicazione di steroidi topici può anche dare sollievo sintomatico.
Una pasta protettiva dentale (ad es. triamcinolone acetonide) può impedire a denti, apparecchi dentali e fluidi orali di irritare le ulcere.
Nei casi gravi possono essere somministrati steroidi orali e topici.
Può essere anche prescritto un collutorio contenente tetraciclina. L'efficacia della tetraciclina topica può derivare da una combinazione degli effetti antibatterici e antinfiammatori di questo gruppo di antibiotici. Tuttavia, l'uso di antibiotici e steroidi può favorire lo sviluppo della candida fino a causare mughetto o candidosi orale.
Quando soggetti con la SAM hanno lesioni ampie, che cicatrizzano lentamente, gli steroidi topici potrebbero non essere efficaci, quindi l'uso di iniezioni intralesionali di steroidi può aiutare a ridurre il tempo di guarigione.
È stato cercato un sostituto dei corticosteroidi sistemici che prevenga la formazione di nuove lesioni SAM e una minore incidenza di gravi effetti collaterali. I farmaci che sono stati segnalati per avere una potenziale efficacia nel ridurre la formazione di nuove lesioni includono pentossifillina, colchicina, dapsone e talidomide.
Se il trattamento viene iniziato precocemente, durante il primo giorno di trattamento può verificarsi un sollievo sintomatico e lesioni recenti possono essere cicatrizzate. Le ulcere orali ricorrenti richiedono generalmente rinnovati sforzi per il trattamento.
Nel 2012, una revisione della Cochrane collaboration concludeva che nessun trattamento singolo sia efficace e, per quanto riguarda il miglior intervento sistemico per la stomatite aftosa ricorrente, i risultati rimangono inconcludenti.
Il trattamento della SAM con integrazione di solfato di zinco e azatioprina (un immunosoppressore) è in fase di studio in quegli individui affetti che non hanno risposto al trattamento medico standard. Sono necessari ulteriori studi per determinare la sicurezza e l'efficacia a lungo termine di questi trattamenti.